# Centuriation romaine

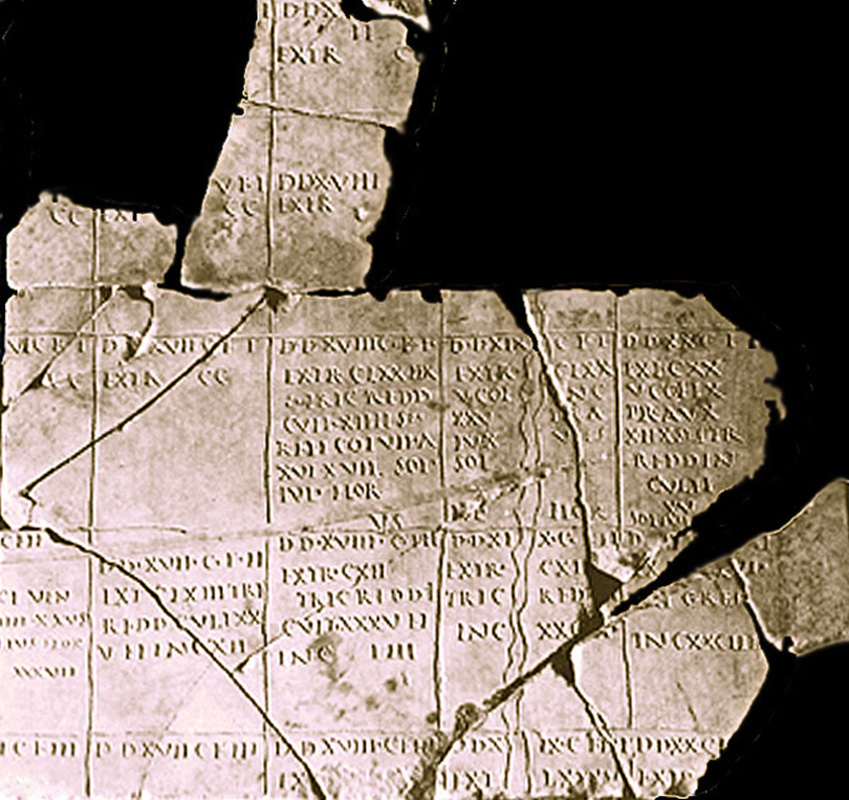
Cadastre B d'Orange

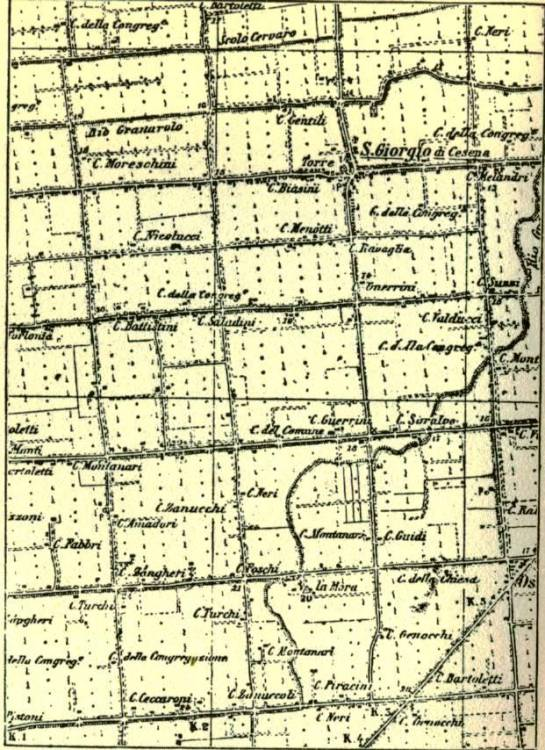
La centuriation encore visible aujourd'hui de Cesena en Italie du Nord (carte du XVIe siècle).

La centuriation romaine est le schéma géométrique du plan d'une ville et du territoire agricole environnant, utilisé dans le monde romain, qui était tracé à l’aide des instruments d’arpenteurs, dans chaque nouvelle colonie.

## Définition
Le terme centuriation indique un système de morcellement du territoire, typique du procédé de mise en culture que la civilisation romaine appliquait dans les régions sous sa domination. Aux phases de déboisement et de bonification des terres, si nécessaire, succédait un processus de répartition des terrains en grands quadrilatères d’environ 700 m de côté, délimités par des voies d’accès le plus souvent parallèles à de grands fossés de drainage.
Un des exemples de centuriation romaine les mieux conservés d’Europe est celui de la région de Cesena.

## Mise en place
Il y eut divers schémas et variétés de systèmes adoptés. Le plus répandu fut celui de l’ager centuriatus.
L’arpenteur romain choisissait d'abord le centre de la ville (en latin :  umbilicus soli).
Il devait aussi décider de l'orientation des voies, s'il avait des raisons de ne pas en diriger une vers le Nord, et s'il avait des raisons de ne pas faire des voies exactement perpendiculaires. En effet par défaut le Nord était la direction d'un des axes (issu du bornage étrusque).
Puis il traçait, à partir du centre, les deux axes routiers perpendiculaires à l'aide de la groma :
- le premier en direction est-ouest (ou celui dans la direction la plus proche), appelé decumanus maximus,
- le second en direction nord-sud (ou celui dans la direction la plus proche), dit cardo maximus.

Après avoir délimité la ville, on prolongeait ces deux routes sur tout le territoire agricole environnant en passant par les portes pratiquées dans l’enceinte de la ville.
Le géomètre se positionnait devant le viseur (umbelicus), le regard tourné vers l’ouest et définissait le territoire par les noms suivants :
- ultra, ce qu’il voyait devant
- citra, ce qu’il avait dans le dos
- dextra, ce qu’il voyait à sa droite
- sinistra, ce qu’il voyait à sa gauche.

## Centuriation du territoire
Successivement, on traçait de part et d’autre des axes initiaux les cardo et les decumanus secondaires. C’était les axes routiers positionnés parallèlement à des intervalles de 100 actus (environ 3,5 km). Le territoire ainsi subdivisé en surfaces carrées était appelé saltus.
Le réseau routier était ultérieurement relié avec d’autres routes parallèles aux pivots déjà tracés à une distance entre elles de 20 actus (710,40 m). Les surfaces carrées résultant de cette dernière division étaient les centuries.
| Nom               | Largeur          | Équivalent |
| ----------------- | ---------------- | ---------- |
| Decumanus maximus | 40 pieds romains | 11,84 m    |
| Cardo maximus     | 20 pieds romains | 5,92 m     |
| Limites quintarri | 12 pieds romains | 3,55 m     |
| Autres routes     | 8 pieds romains  | 2,37 m     |

La répartition des terrains venait après l'achèvement des routes. Chaque centurie était subdivisée en 10 tracés, toujours avec des lignes parallèles aux cardos et aux decumanus, à une distance entre eux de deux actus (71,04 m) en formant 100 surfaces carrées d’environ 0,5 hectare appelées heredia (centum heredia = centuria).
Chaque heredium était subdivisé par moitié dans l’axe sud-nord en constituant deux jugerum (le jugerum, de 2 523 mètres carrés, correspondait à la surface de terrain qui pouvait être labouré en un jour par une paire de bœufs).
Dans la région de Vénétie l'organisation géométrique que la centuriation romaine a léguée au paysage est connue sous le nom de Graticolato romain.

## Instruments de mesure
- La groma (instrument de mesure)
- La chorobate pour les niveaux
- la dioptra pour les niveaux et les angles de dénivelée

## Traces de cadastres en Gaule
- Béziers
- Valence
- Cadastres d'Orange